# تلکسینوئه (قمر)
تلکسینوئه (به انگلیسی: Thelxinoe)، یکی از قمر های مشتری است ابعاد آن ۲ کیلومتر، جرم آن ۰٫۰۰۱ ۵×۱۰۱۶ کیلوگرم و نیم‌قطر بزرگ آن ۲۰ ۴۵۳ ۷۵۳ کیلومتر است.
این ماه در سال ۲۰۰۳ کشف شد.